# آگوستین لاوتزی
آگوستین لاوتزی (انگلیسی: Agustín Lavezzi؛ زادهٔ ۱۵ ژانویهٔ ۱۹۹۶) بازیکن فوتبال است.
از باشگاه‌هایی که در آن بازی کرده‌است می‌توان به باشگاه فوتبال دپورتیوو مورون اشاره کرد.